# Laurent Lamothe
Laurent Salvador Lamothe (* 14. srpna 1972 Port-au-Prince) je haitský politik a podnikatel. V letech 2012–14 zastával funkci premiéra Haiti a ministra plánování a zahraniční spolupráce. V letech 2011–2012 působil v úřadu ministra zahraničních věcí Conilleho vlády.
Stal se spoluzakladatelem telekomunikační společnosti Global Voice Group, v níž působil jako výkonný ředitel (CEO).
Jeho partnerkou byla česká modelka Petra Němcová.

## Osobní život
Narodil se roku 1972 v haitské metropoli Port-au-Prince do rodiny odborníka na španělskou literaturu Louise G. Lamotheho, který založil Institut Lope de Vegy a malířky Ghislaine Fortuney Lamotheové. Jeho starší bratr Ruben Lamothe působil v roli kapitána haitského daviscupového týmu. Laurent Lamothe hrál také tenis a členem daviscupového družstva byl v letech 1994 a 1995.
Vysokoškolské vzdělání získal ve Spojených státech. Po bakalářském titulu z politologie na miamské Barry University, pokračoval magisterským studiem podnikového řízení na St. Thomas University.
Dva roky po dokončení studií založil s obchodním partnerem Patricem Bakerem telekomunikační firmu Global Voice Group. Malý podnik se postupně rozrostl a stal celosvětovým poskytovatelem technologických řešení na trzích rozvojových zemí.

## Politická kariéra
Zájem o politický a společenský život jej vedl k přijetí nabídky stát se zvláštním poradcem prezidenta Michela Martellyho. Aby se vyhl střetu zájmů, rezignoval na funkce v obchodní sféře a sám sebe označil za bývalého podnikatele. Byl také jmenován do prozatímní komise na obnovu Haiti (CIRH).
V září 2011 společně s bývalým americkým prezidentem Billem Clintonem řídil Poradní prezidentské shromáždění pro hospodářský rozvoj a investice na Haiti, které 8. září zahájil prezident Martelly. Cílem shromáždění byla obnova země a její zatraktivnění pro zahraniční společnosti a investory.
Dne 26. října 2011 pronesl v Bois-Verna inaugurační projev při uvedení do úřadu ministra zahraničních věcí Haiti. Britský deník The Guardian jej označil za „kompetentního a dynamického ministra“ a „talentovaného manažera s vizí, jak posunout Haiti vpřed.“
Po demisi premiéra Garryho Conilleho se 1. března 2012 stal designovaným předsedou vlády. Senát jeho nominaci schválil 10. dubna téhož roku v poměru hlasů 19:3 a dolní komora parlamentu učinila stejný krok 3. května poměrem 62:3 v jeho prospěch. Jmenován premiérem byl pak 4. května 2012. Odstoupil po veřejných protestech v prosinci 2014.

## Soukromý život
Lamothe má dvě dcery Linku a Laru.
V letech 2013–2014 udržoval partnerský vztah s českou modelkou Petrou Němcovou.